# 局域密度近似
局域密度近似（local-density approximation, LDA）是密度泛函理论的其中一类交换相关能量泛函中使用的近似。该近似认为交换相关能量泛函仅仅与电子密度在空间各点的取值有关（而与其梯度、拉普拉斯等无关）。尽管有多种方法都能体现局域密度近似，但在实际中最成功的是基于均匀电子气模型的泛函。下面的讨论，除非特别说明，仅限于这一类泛函。
一般地，对于非自旋极化的体系，局域密度近似的交换相关泛函可以写作：
{\displaystyle \rho } 为电子密度，{\displaystyle \varepsilon _{\rm {xc}}} 为交换相关能量密度，它仅仅是电子密度的函数。交换相关能可以分解为交换项与相关项：
于是问题就变为分别寻找交换项和相关项的表达式。对于均匀电子气模型来说，交换项有着简单的解析式，而相关项只在特殊情况下有着精确的表达式。对相关作用的不同近似能够得到不同的 {\displaystyle \varepsilon _{\rm {c}}}。对于实际应用的泛函来说，相关作用能量密度项的形式总是很复杂的。
在构建泛函的过程中，局域密度近似有着重要的地位。基于局域密度近似的泛函是其它更复杂的泛函（如基于广义梯度近似（GGA）的泛函和杂化泛函）的基础。一般来说，人们要求所有的泛函都能正确处理均匀电子气模型，因此所有的泛函中都或多或少地包含局域密度近似项。

## 均匀电子气模型
有多种方法构筑仅仅依赖于电子密度的交换相关能量泛函，其中最成功的模型是自由电子气模型。将 {\displaystyle N} 个有相互作用的电子放入体积为 {\displaystyle V} 的空间内，并加入正电荷背景使体系处处处于电中性。然后让 {\displaystyle N} 和 {\displaystyle V} 同时趋向无穷，同时保持电子密度 {\displaystyle \rho =N/V} 有限。此时的波函数可以用平面波表示。对于密度为常数的情形，交换能量密度与密度的平方根成正比。

## 交换能量密度
均匀电子气模型的交换能量密度有着精确的解析解。局域密度近似把这一解析的表达式推广到了电子密度不为常数的情形。把这表达式应用于空间的每一点上，并且在对全空间积分得到下式：

可以看出，这种推广只在空间处处电子密度都变化不太大的时候是有效的。請求解釋

## 相关能量密度
均匀电子气模型的相关能量密度的解析表达式是未知的，但在高密度极限与低密度极限下（分别对应弱相关与强相关）的表达式是已知的。高密度极限下的表达式为：
低密度极限下则为：
式中，维格纳－赛兹半径 {\displaystyle r_{s}} 与电子密度的关系为：
对均匀电子气模型进行的精确量子蒙特卡罗模拟得到了中等密度下的相关能量密度。 常见的局域密度近似相关泛函是通过对这些密度值进行内插法得到的，同时需要保证在高、低密度极限下正确的行为。下面列出了一些在密度泛函计算中使用到的交换能量密度泛函的符号与其作者。
- Vosko-Wilk-Nusair (VWN) [4]

- Perdew-Zunger (PZ81) [5]

- Cole-Perdew (CP) [6]

- Perdew-Wang (PW92) [7]

在上面这些泛函提出之前，甚至在密度泛函理论提出之前，人们广泛使用的是对均匀电子气模型进行微扰计算得到的魏格纳相关能量泛函。

## 交换相关势
与局域密度近似相对应的交换相关势由下式给出：
在有限体系中，局域密度近似交换相关势在无穷远处以指数形式衰减，这种渐近行为是错误的。真实的交换相关势以慢得多的与距离成反比的速度衰减。这种不正常的渐近行为会影响束缚态的轨道数，并且无法用来描述里德堡态。这导致在计算中高估HOMO能量，使得基于库普曼斯定理进行的电离能计算结果不正确。进一步地，局域密度近似在描述富电子体系如负离子的时候表现不佳，常常因为无法将额外的电子纳入到束缚态中而给出体系不能稳定存在的错误结论。